# بوبلاين
البوبلاين POPLINE (أو المعلومات السكانية عبر الإنترنت) هي قاعدة بيانات تحتوي على معلومات تخص الصحة الإنجابية وتتضمن اقتباسات، ملخصات لمقالات علمية، تقارير، كتب وحتى تقاريرغير منشورة في مجال السكان، التخطيط والتنظيم الأُسري وقضايا الصحة الإنجابية.
يُدار البوبلاين بواسطة مشروع المعرفة من أجل الصحة (K4Healh) الذي انشأته كلية جون هوبكنز بلومبرغ للصحة العامة/ مركز برامجالاتصال، حيث يتم تمويلها عن طريق الوكالة الأمريكية للتنمية الدولية (USAID).

## تاريخ
تتألف قاعدة البيانات الأصلية للبوبلاين من اقتباسات أخذت من المعلومات السكانية؛ فقد أديرت قاعدة البيانات من الفترة 1973-1978 بواسطة برنامج المعلومات السكانية (PIP) في جامعة جورج واشنطن. وانتقلت قاعدة البيانات إلى جامعة جونز هوبكنز بالتعاون مع برنامج المعلومات السكانية في عام 1978. أصبحت قاعدة البيانات جزءاً من نظام التحليل الأدبي الطبي والاسترداد (MEDLARS) التابع لـ المكتبة الوطنية للطب، إلى جانب قاعدة بيانات المديلاين وقواعد البيانات الأخرى التابعة للمكتبة الوطنية الأمريكية).
منذ العام 2001؛ أديرت بوبلاين بواسطة مشروع المعرفة من أجل الصحة ورسمياً عبر برنامج المعلومات السكانية ومن ثم الإنفو INFO، حيث اتخذت لنفسها قاعدة في مدرسة جون هوبكنز بلومبرغ للصحة العامة / مركز برامج الإتصال. الوصول الآن إلى موقع بوبلاين متوفر ومجاني.
لقد ساهمت العديد من المنظمات الأخرى في تطوير بوبلاين عبر تاريخه ومن تلك المنظمات؛ مكتبة المركز السكاني وصحة الإسرة قسم برامج المعلومات في جامعة كولومبيا، الوارد السكاني في جامعة برنستون والمركز السكاني لكارولينا في جامعة كارولينا الشمالية.

## وصلات خارجية
- POPLINE.org